# Cincia
La llei Cincia o muneralis, va ser una llei aprovada en plebiscit en temps del tribú de la plebs Marc Cinci Aliment l'any 204 aC, que va portar el nom de Da Donis et Muneribus. La llei parlava de les donacions. La facultat de donar no estava reconeguda legalment abans d'aquesta llei. Llavors eren cònsols Publi Semproni Tudità i Marc Corneli Ceteg.
Constava de tres capítols: 
- El primer establia que no es podrien rebre donacions per defensar una causa, evitant així que els plebeus sovint haguessin de fer donacions importants als advocats a les calendes de gener, aniversaris i festes saturnals, per obtenir defensa gratuïta contínua. Va caure en desús i August la va renovar i va imposar penes de quatre vegades l'import del que es "donava" a l'infractor, però altre cop va caure en desús. Claudi va establir un pagament únic de deu sestercis pels oradors i Neró va voler incrementar aquesta quantitat però finalment la va deixar igual. Trajà va exigir jurament als oradors que no havien rebut res més que els deu sestercis, però la llei sempre va ser esquivada.
- El segon capítol va limitar les donacions a determinades quantitats (no es coneix la quantitat que alguns suposen que era d'un màxim de 200 aureus) excepte quan era per finalitat pública, a canvi d'un servei convingut, o als parents propers. Aquesta darrera excepció es va establir en temps d'Antoní Pius, però després l'excepció es va abolir fins al temps de Constantí I el Gran.
- El capítol tercer establia la necessitat de traditio (entrega, cessió) de la cosa donada i el requisit de la mancipatio (transmissió formal), excepte les donacions per causa de mort i les condicionals. Alguns autors pensen que era la mateixa que la llei Titia de donis et muneribus.[3]